# مارك كوبر (لاعب كرة قدم)
مارك كوبر (بالإنجليزية: Mark Cooper)‏ (18 ديسمبر 1968 بويكفيلد في المملكة المتحدة - ) هو مدرب كرة قدم ولاعب كرة قدم بريطاني في مركز الوسط. لعب مع برمنغهام سيتي وروشدين ودايموندز وفوريست غرين وماكليسفيلد تاون ونادي بريستول سيتي ونادي ساوثيند يونايتد ونادي فولهام ونادي ليتون أورينت ونادي هارتلبول يونايتد وهدرسفيلد تاون ونادي كيترينغ تاون ونادي هدنسفورد تاون ونادي تاموورث وهنكلي يونايتد ‏ ونادي تلفورد يونايتد ونادي إكزتر سيتي وويكمب وندررز.

## وصلات خارجية
- مارك كوبر على موقع قاعدة بيانات كرة القدم.إي يو (الإنجليزية)
- مارك كوبر على موقع Soccerbase.com (لاعب) (الإنجليزية)
- مارك كوبر على موقع Soccerbase.com (مدرب) (الإنجليزية)
- مارك كوبر على موقع Soccerway.com (الإنجليزية)